# Alchisme ustulata
Alchisme ustulata är en insektsart som beskrevs av Leon Fairmaire. Alchisme ustulata ingår i släktet Alchisme och familjen hornstritar. Inga underarter finns listade i Catalogue of Life.